# Ufficio per le relazioni con il pubblico
Gli uffici per le relazioni con il pubblico (in acronimo URP) sono uffici introdotti nell'organigramma della pubblica amministrazione italiana nel 1993.
Vennero istituiti col d.lgs 3 febbraio 1993, n. 29 e resi obbligatori dalla legge 7 giugno 2000, n. 150, che ha disposto che le amministrazioni pubbliche individuino, nell'ambito della propria struttura, uffici per le relazioni con il pubblico al fine di garantire la piena attuazione della legge 7 agosto 1990 n. 241.

## Funzioni e competenze
Essi hanno l'obiettivo di agevolare i rapporti tra ente pubblico e cittadini (singoli e associati), garantendo il diritto d'accesso agli atti e favorendo la trasparenza amministrativa.
Gli URP provvedono al servizio all'utenza per i diritti di partecipazione di cui al capo III della legge 7 agosto 1990, n. 241 e all'informazione all'utenza relativa agli atti e allo stato dei procedimenti. Ulteriore innovazione venne apportata dalla legge n. 150/2000, la quale stabilisce all'articolo 6 che le attività di informazione ed i rapporti con gli organi di stampa si realizzano attraverso il portavoce e l'ufficio stampa e quelle di comunicazione (rapporti con gli utenti singoli e associati) attraverso l'ufficio per le relazioni con il pubblico.